# Nieuwe Wetering (Wijchen)

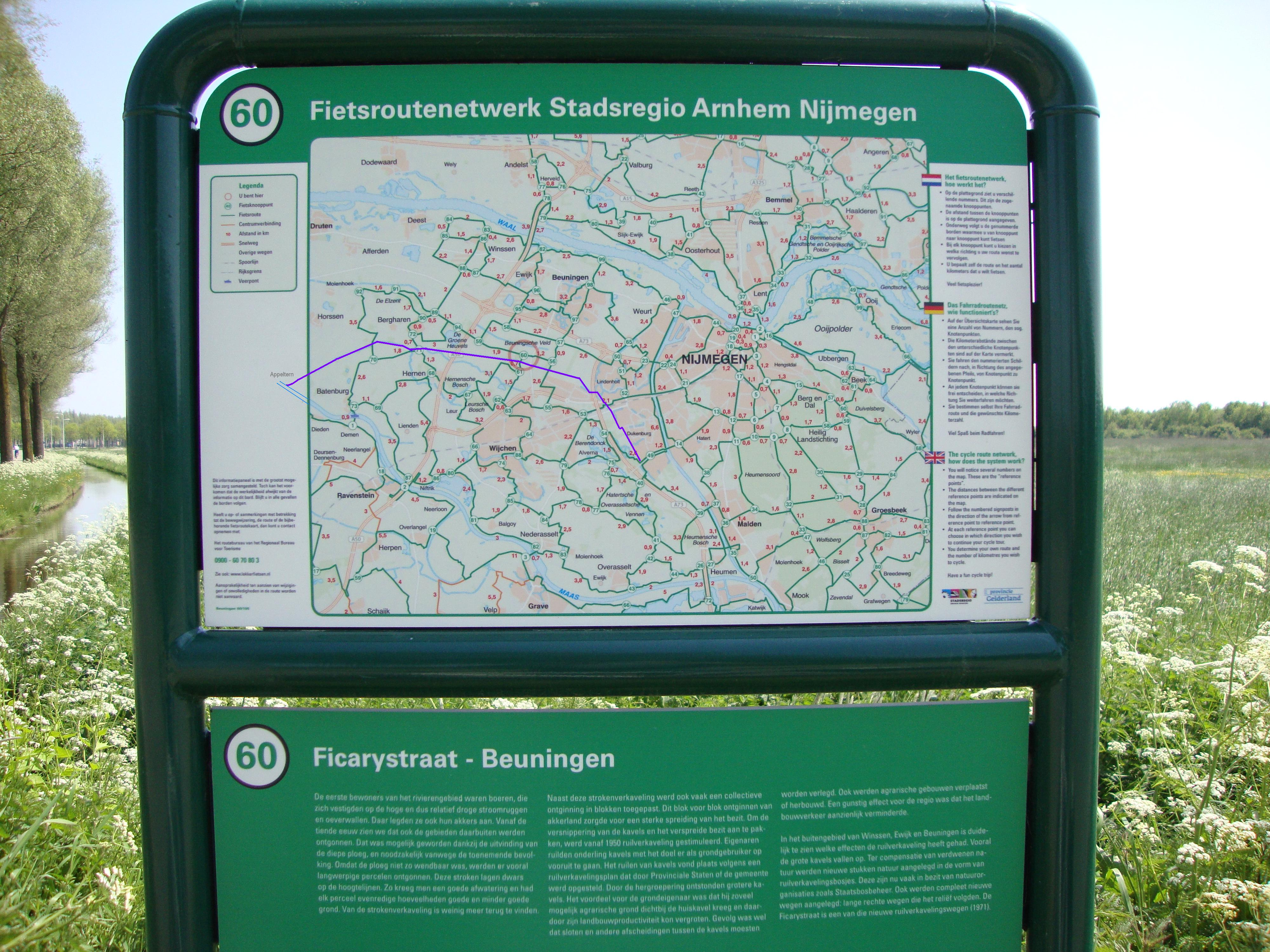
Paneel fietroutes in Stadsregio Arnhem Nijmegen met Nieuwe Wetering ingetekend.

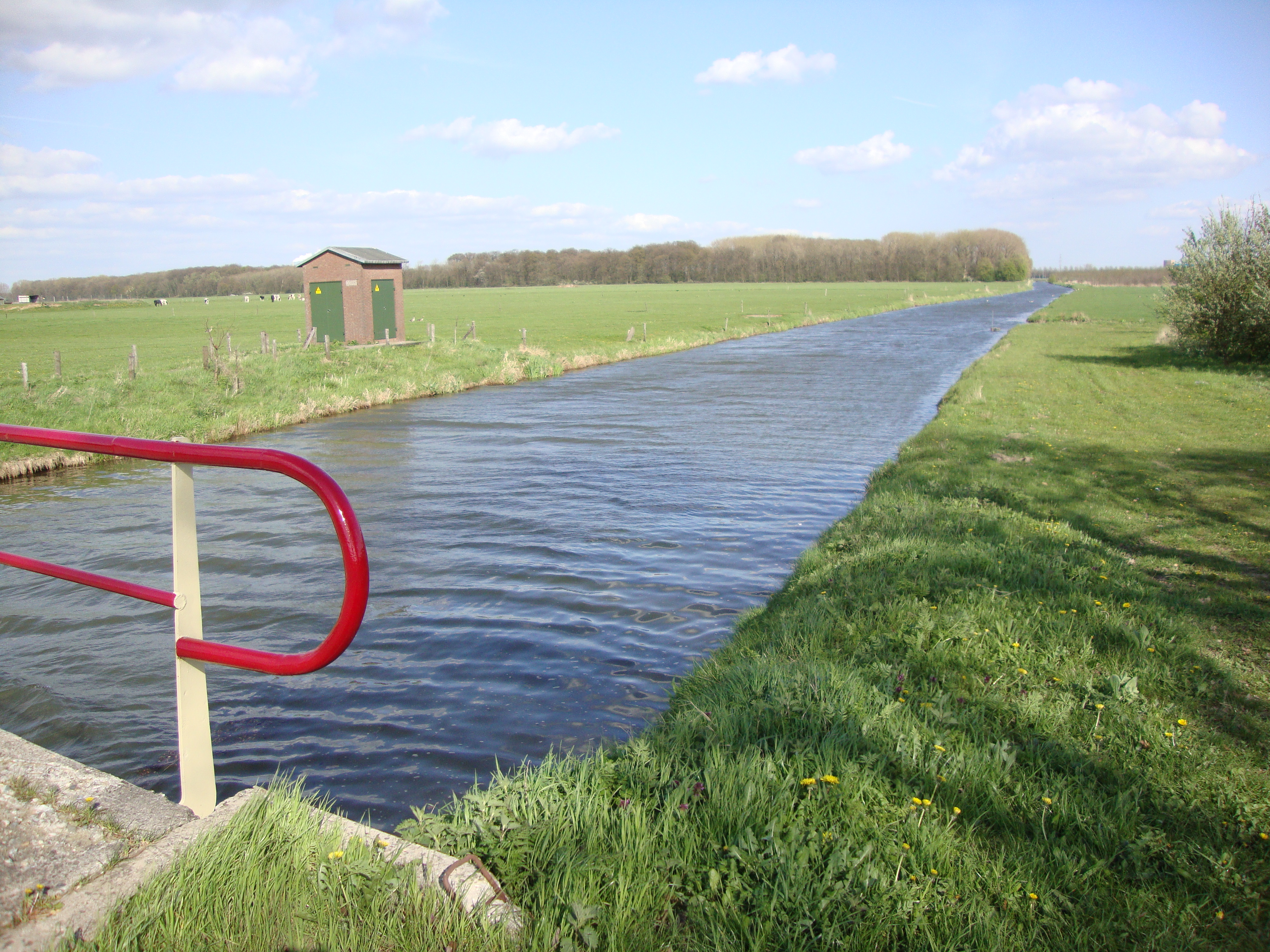
Nieuwe Wetering bij Wezelsche Veld, Wijchen

De Nieuwe Wetering is een waterloop in het Land van Maas en Waal (Gelderland). Deze kleine waterloop, ongeveer 17 km lang, is belangrijk omdat hij het Nijmeegse stadsdeel Dukenburg en het buitengebied aan de noordzijde van Wijchen draineert. Het 10.000 ha grote afwateringsgebied strekt zich uit van Heumen tot en met Appeltern.

## Geschiedenis
De Nieuwe Wetering werd na een bevelschrift van graaf Reinald II rond 1321 aangelegd, om de waterafvoer van het hele rivierengebied te regelen.
De wetering is aangelegd deels door gebruik te maken van enkele oude Maasstrangen en deels gegraven..
In 1687 werd een tolhuis gebouwd aan de Tolbrug tussen Hernen en Bergharen.. In die tijd is ook het Grand Canal van kasteel Dukenburg er op aangesloten. Dit Grand Canal diende voor de drainage van het landgoed Dukenburg en voor het transport van zijn landbouwproducten naar Wijchen.
Volgens het minuutplans uit 1822 van de kadastrale gemeente Hatert begon de wetering in Heumen. In 1933, nadat het Maaswaalkanaal is gegraven, werd het begin van de wetering aangegeven bij de Teersche Sluispolder in Malden.
Het eerste deel van de wetering, van het Maas-Waalkanaal tot de Dukenburgse wijk Weezenhof, heet thans Leigraaf.

## Drainage van Dukenburg
De Nieuwe Wetering begint thans in Nijmegen, stadsdeel Dukenburg. Bij de aanleg van het stadsdeel Dukenburg, vanaf 1965, is een reeks nieuwe watergangen gegraven en, onderling verbonden met duikers, aangesloten op de Nieuwe Wetering, die toen gedeeltelijk is verlegd.
De watergang aan de westkant van de wijk Meijhorst wordt nog met de naam "Voormalige Nieuwe Wetering" aangeduid en vanaf daar heeft de wetering geen duikers meer. De wetering stroomt dan buiten Tolhuis langs en vervolgens langs stadsdeel Lindenholt en de Nijmeegse wijk Bijsterhuizen.

## Buitengebied Wijchen
De Wetering loopt voor het langste deel door het buitengebied van de gemeente Wijchen, waar het ook de grens vormt met de gemeente Beuningen. Daar loopt de wetering door een agrarisch gebied naar het westen, en passeert dan eerst het Beuningsche Veld. Het Beuningsche Veld heeft landschappelijk geringe waarde, maar het is de groene buffer tussen Wijchen en Beuningen en het enige groene recreatieve uitloopgebied van stadsdeel Lindenholt. Na aanvankelijke plannen van het KAN-regiobestuur om dit gebied te betrekken bij het bedrijventerrein Bijsterhuizen, is het Beuningsche Veld in 2009 definitief als groengebied in de bestemmingsplannen opgenomen.
Vervolgens loopt de Nieuwe Wetering tussen de Oude Wetering en de Woezikse Leigraaf, waarmee hij met een reeks parallelle noord-zuid lopende sloten is verbonden. Samen zorgen zij voor de drainage van dit overstromingsgebied van de Maas, zowel als van de Waal. Oude noord-zuid lopende dwarsdijken hadden de taak te zorgen dat bij overstromingen niet het hele gebied onder water kwam te staan. Nog steeds zijn deze dijken in het landschap zichtbaar.
Tussen Hernen en Bergharen komt de Woezikse Leigraaf ter hoogte van de Tolbrug uit in de Nieuwe Wetering.

## Gemaal in Appeltern
Zes km verder, in Appeltern, mondt de Nieuwe Wetering uit in de Maas. Waterschap Rivierenland reguleert hier met het gemaal Bloemers de waterstand van het slotencomplex van de Nieuwe Wetering. Dit gemaal vervangt het oude stoomgemaal De Tuut, een rijksmonument uit 1917 dat nu als museum te bezichtigen is.

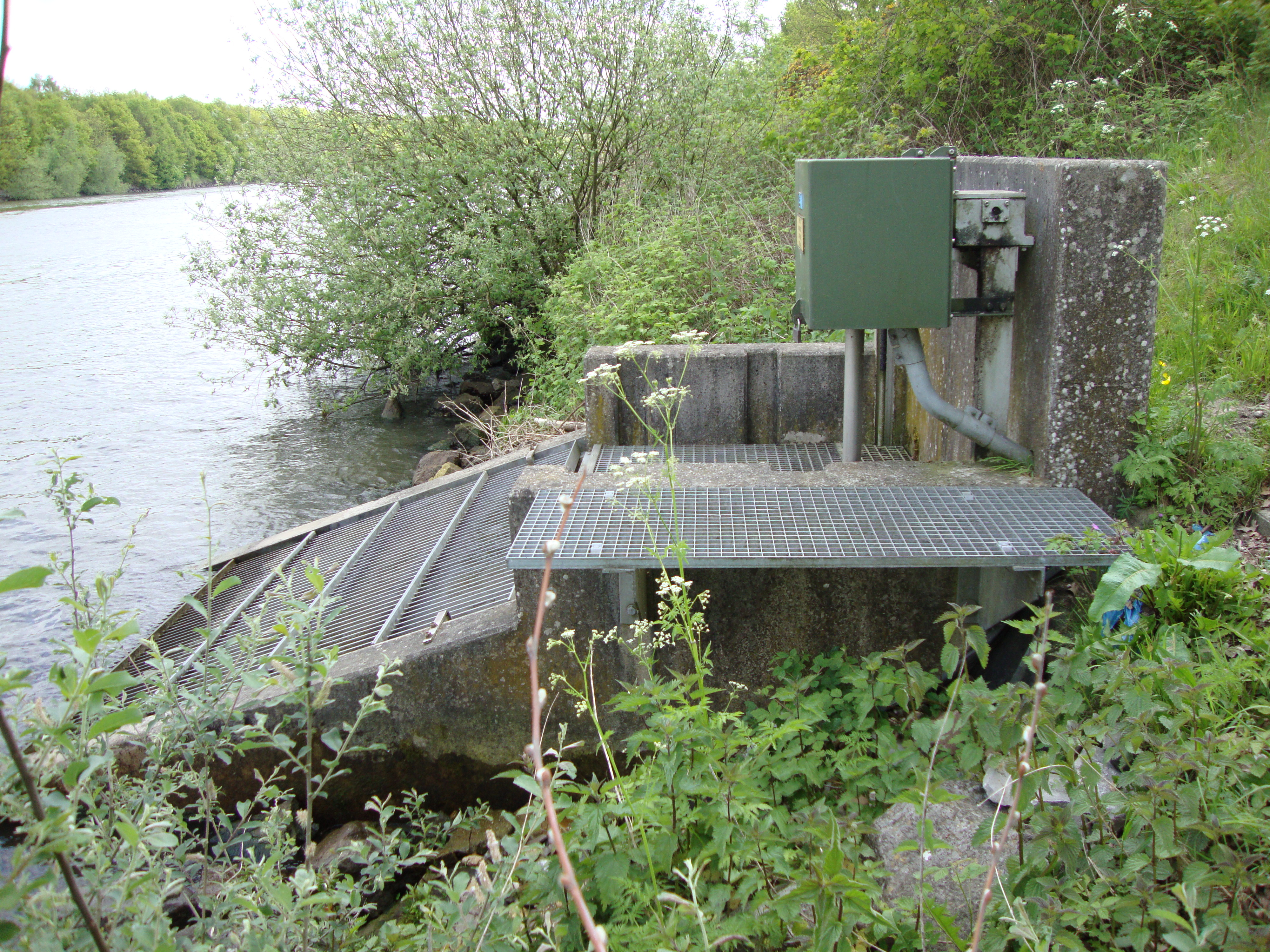
Maas-Waalkanaal, inlaatsluis Leigraaf, Teerse sluispolder.
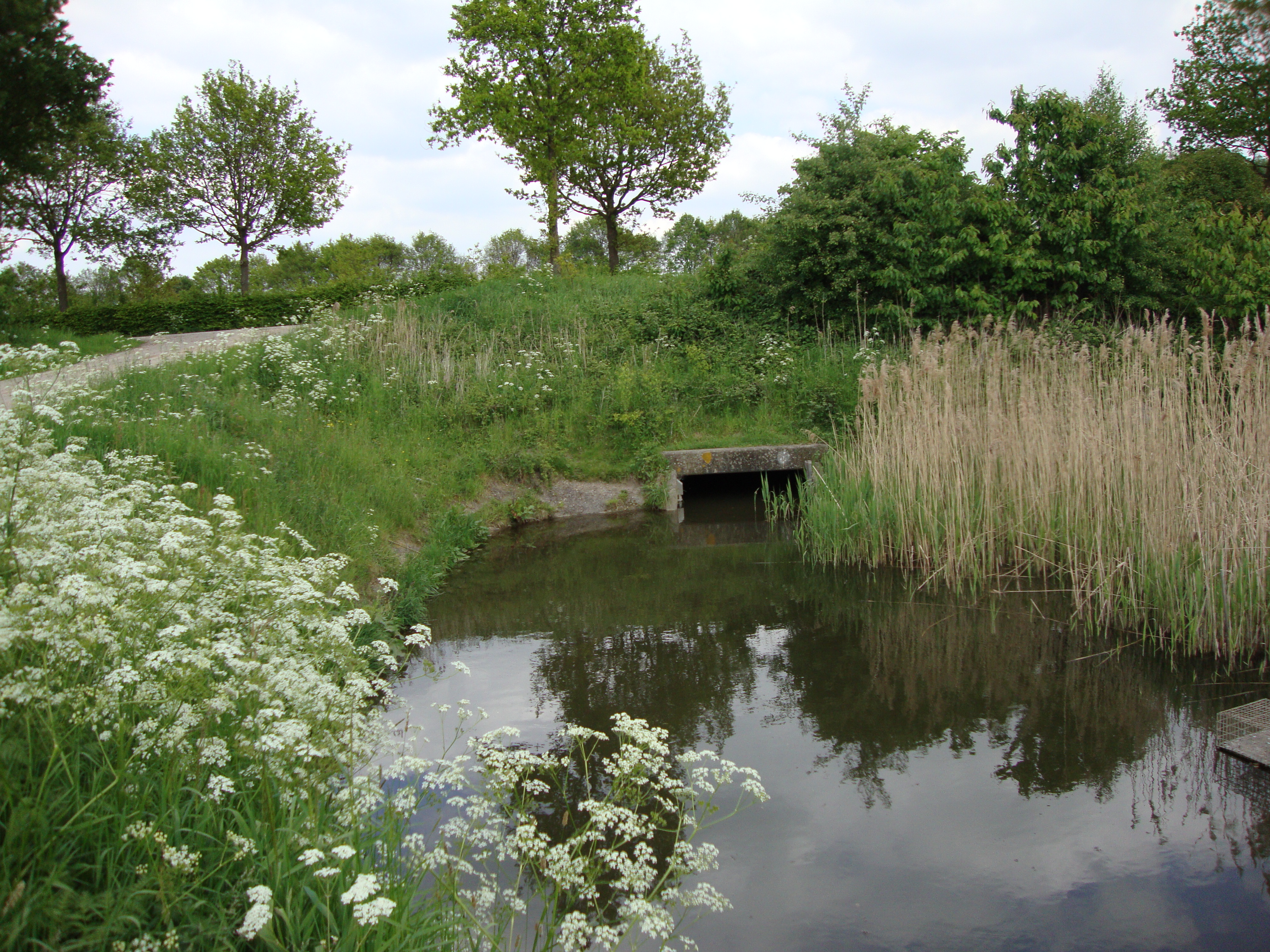
Leigraaf (aanloopstuk van de Nieuwe Wetering), gevoed vanuit het Maas-Waalkanaal.
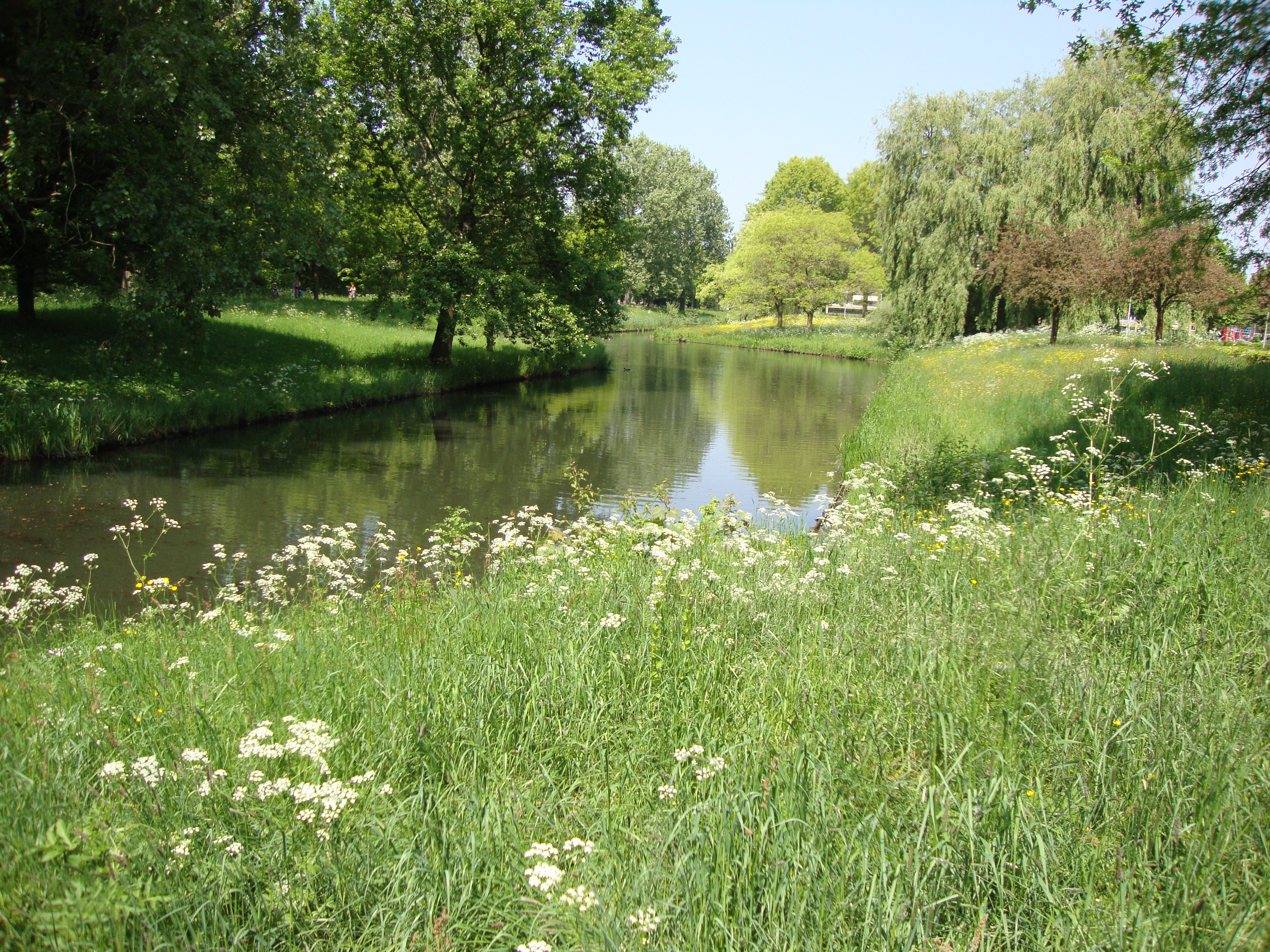
Nieuwe Wetering in Meijhorst
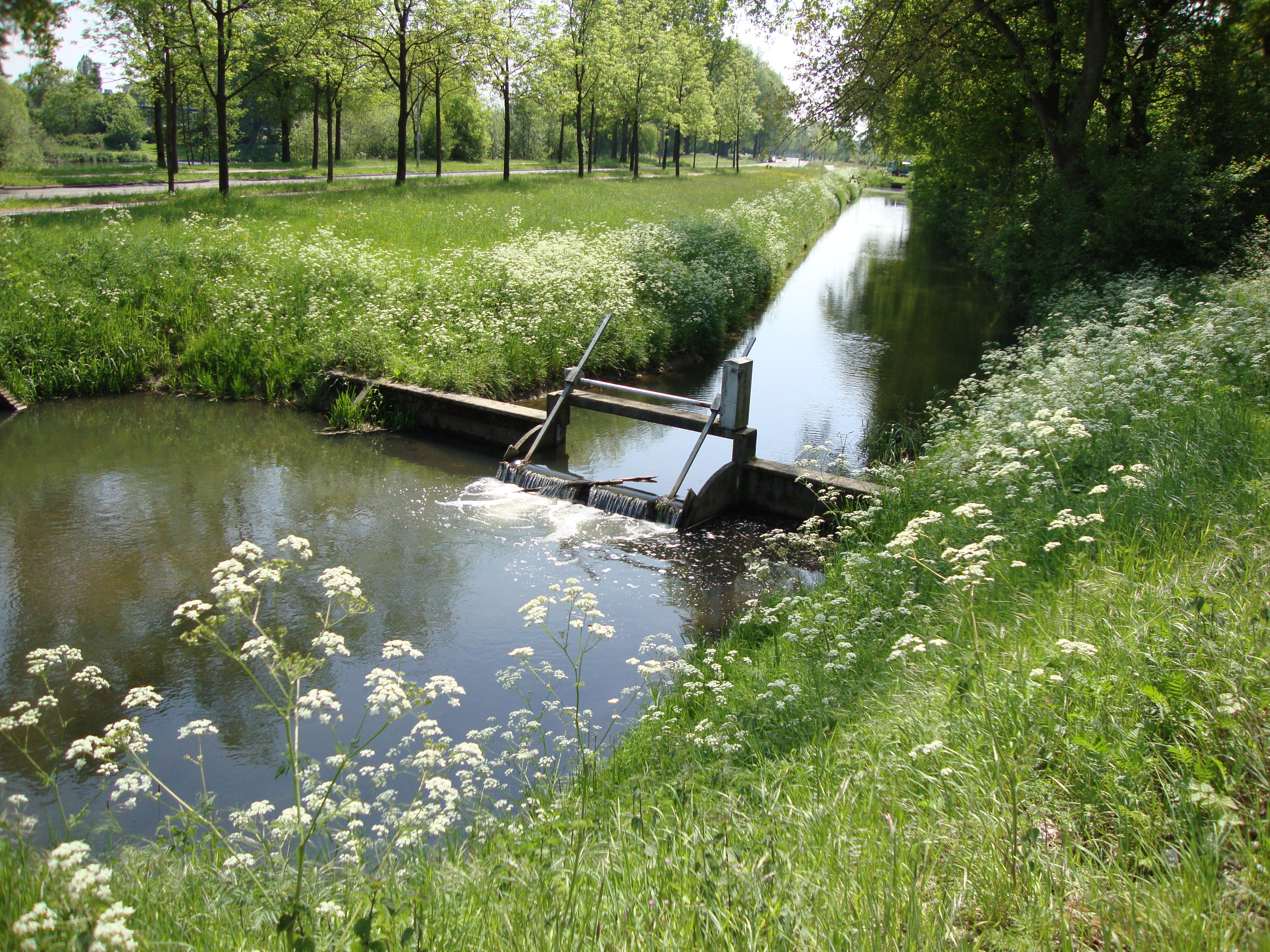
Nieuwe Wetering (Tolsloot) in Tolhuis-Teersdijk
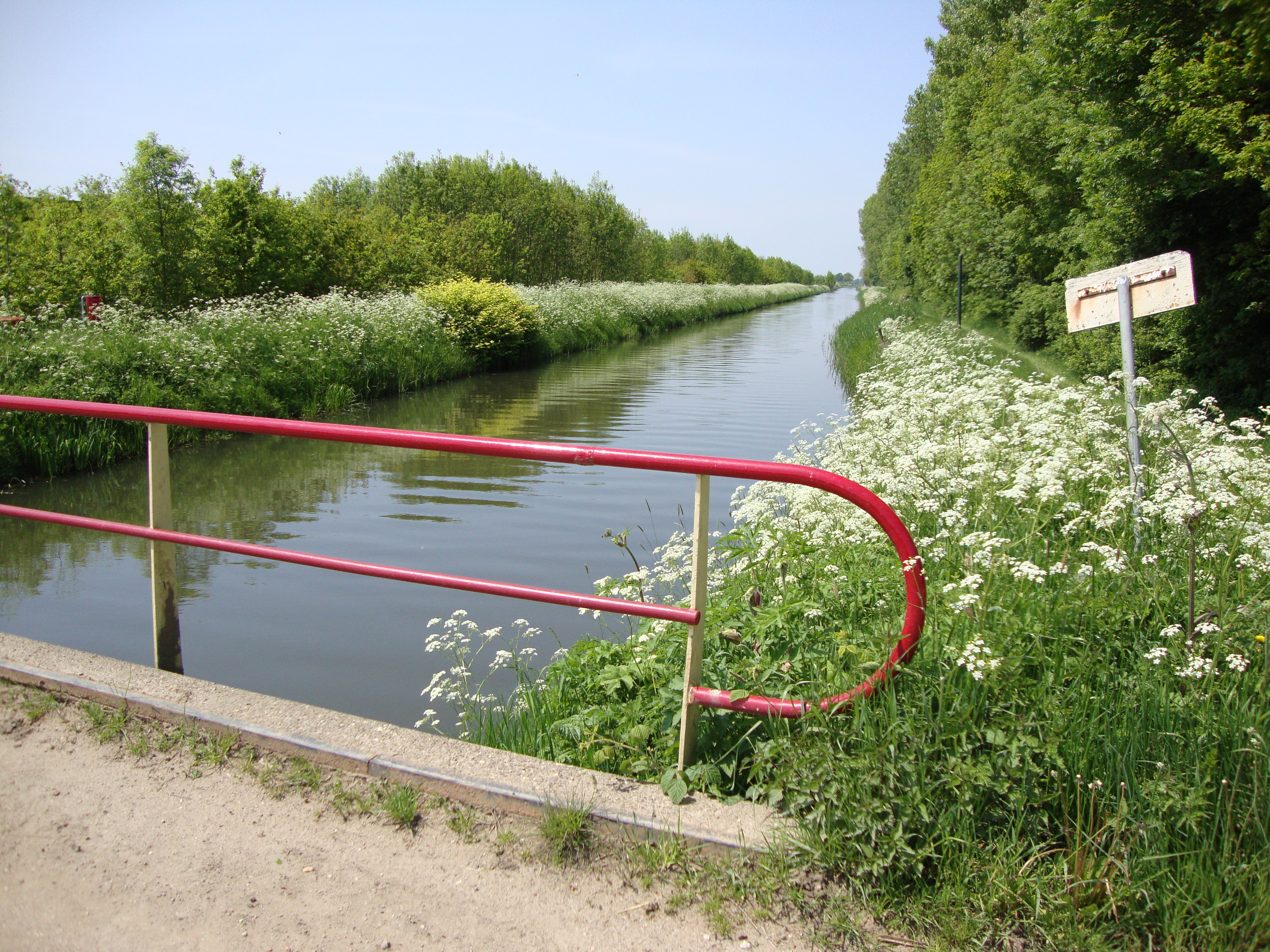
Nieuwe Wetering, Woeziks Veld
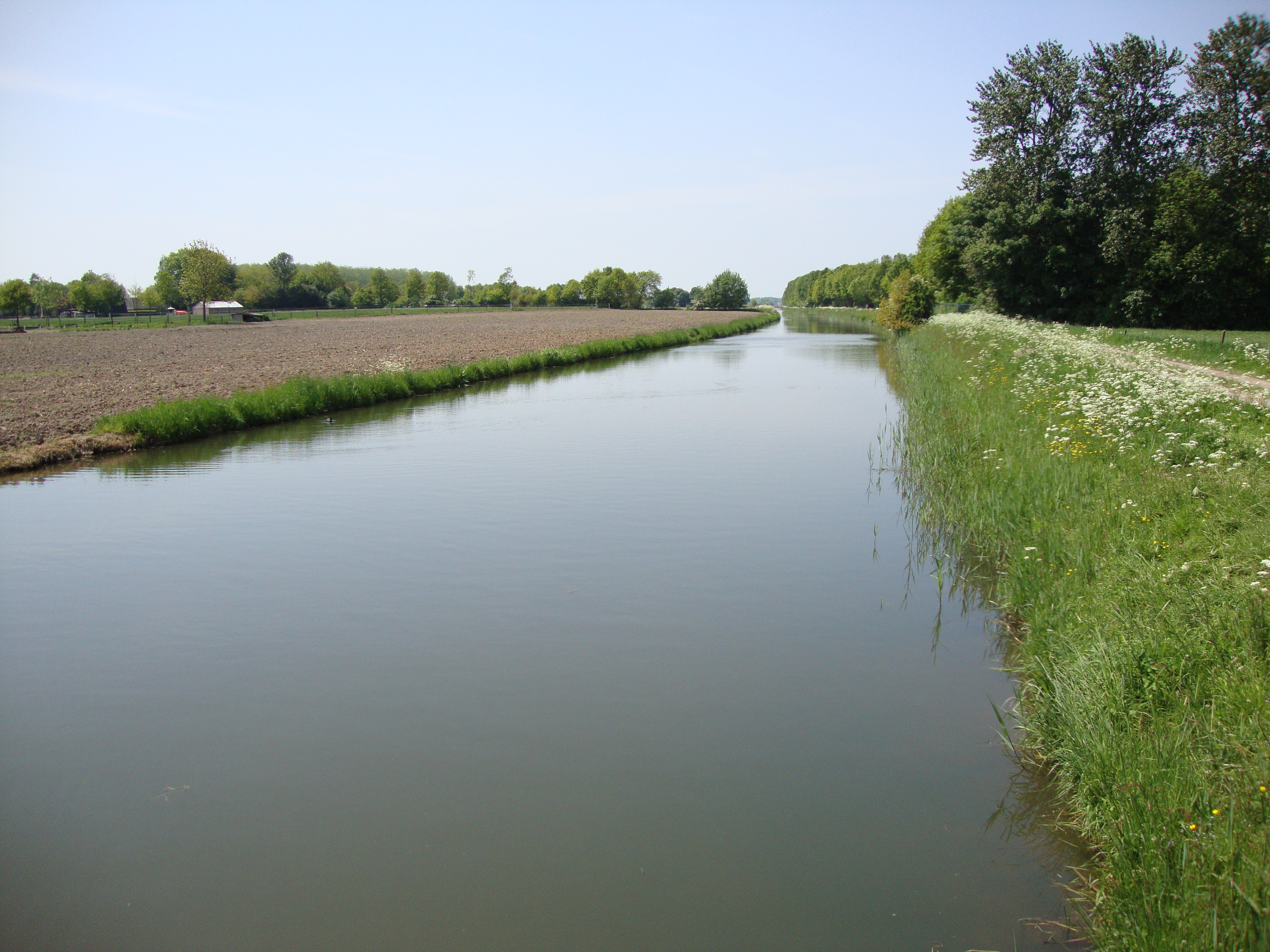
Nieuwe Wetering, ten noorden van Wezel
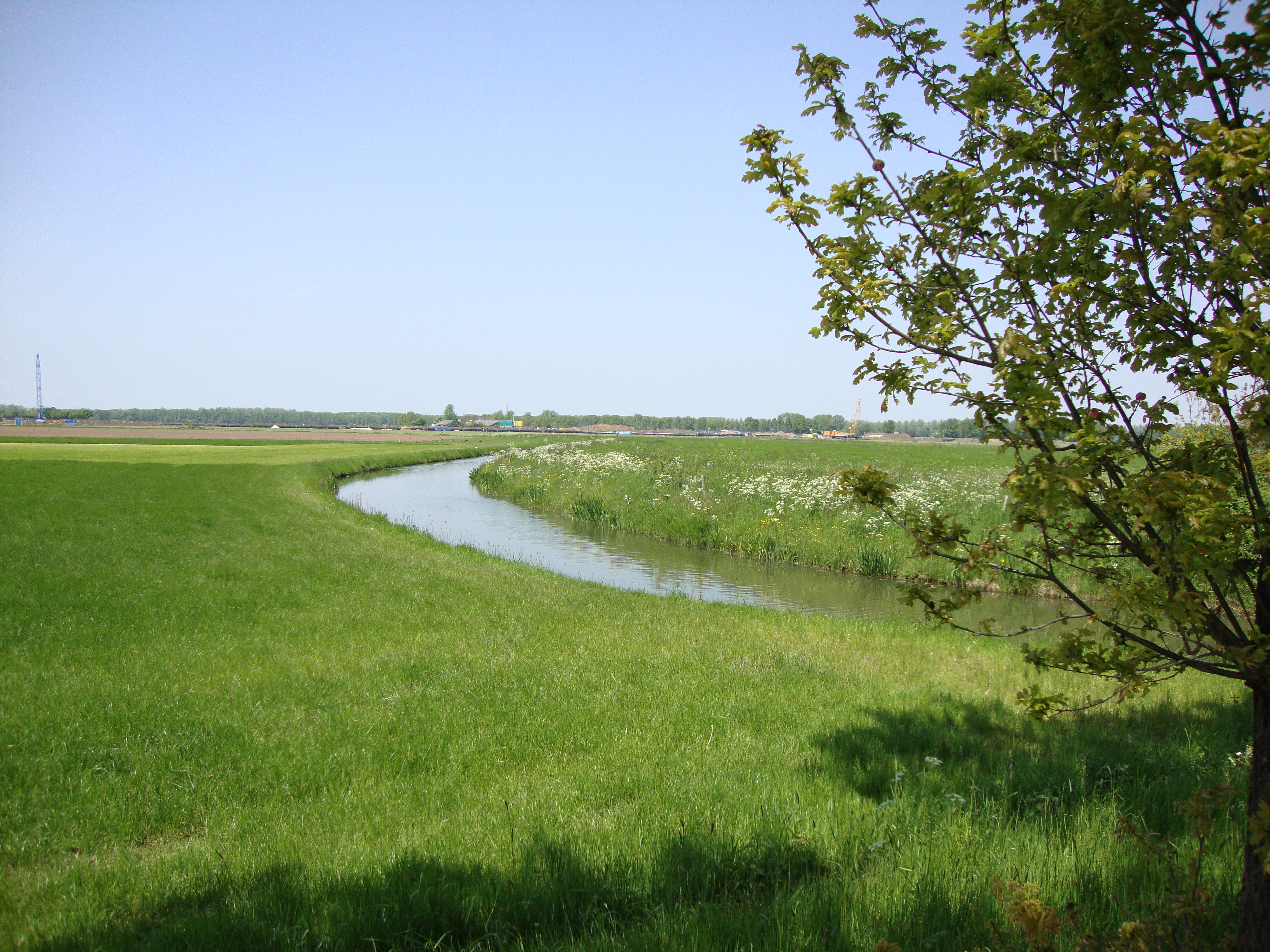
Woezikse Leigraaf, zijwetering van de Nieuwe Wetering, bij Woezik
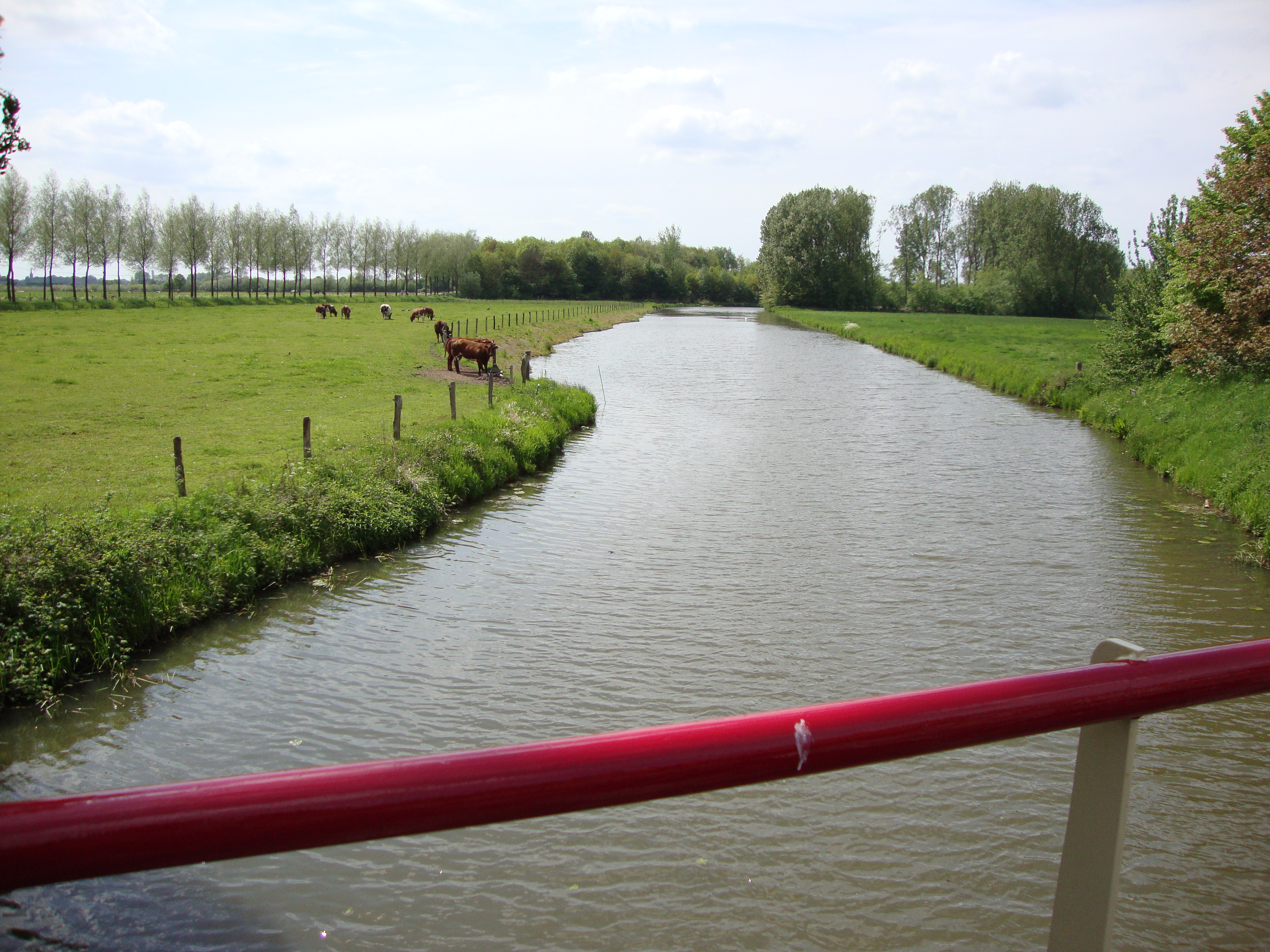
Nieuwe Wetering bij de Tolbrug tussen Hernen en Bergharen
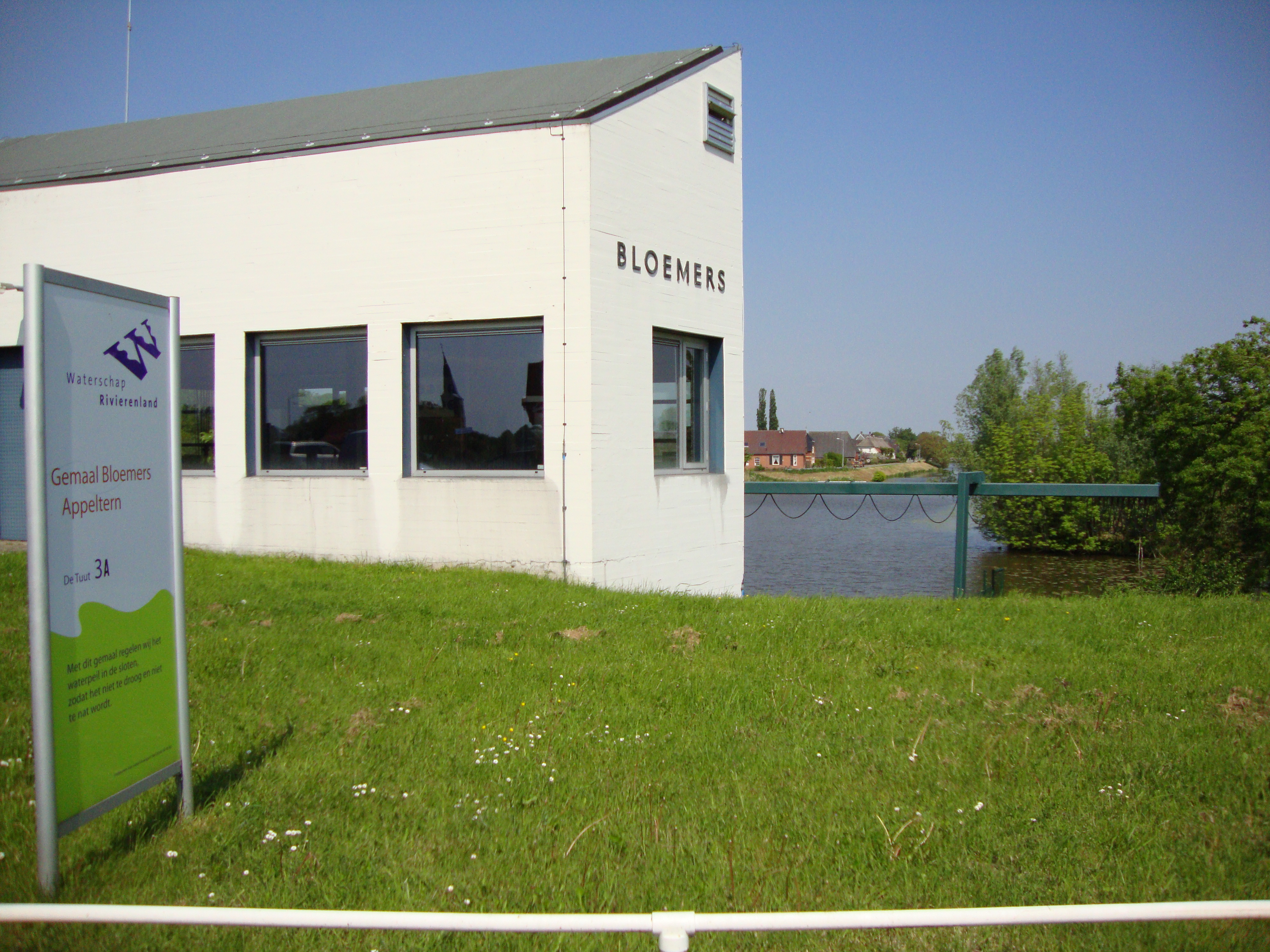
Gemaal Bloemers, Appeltern
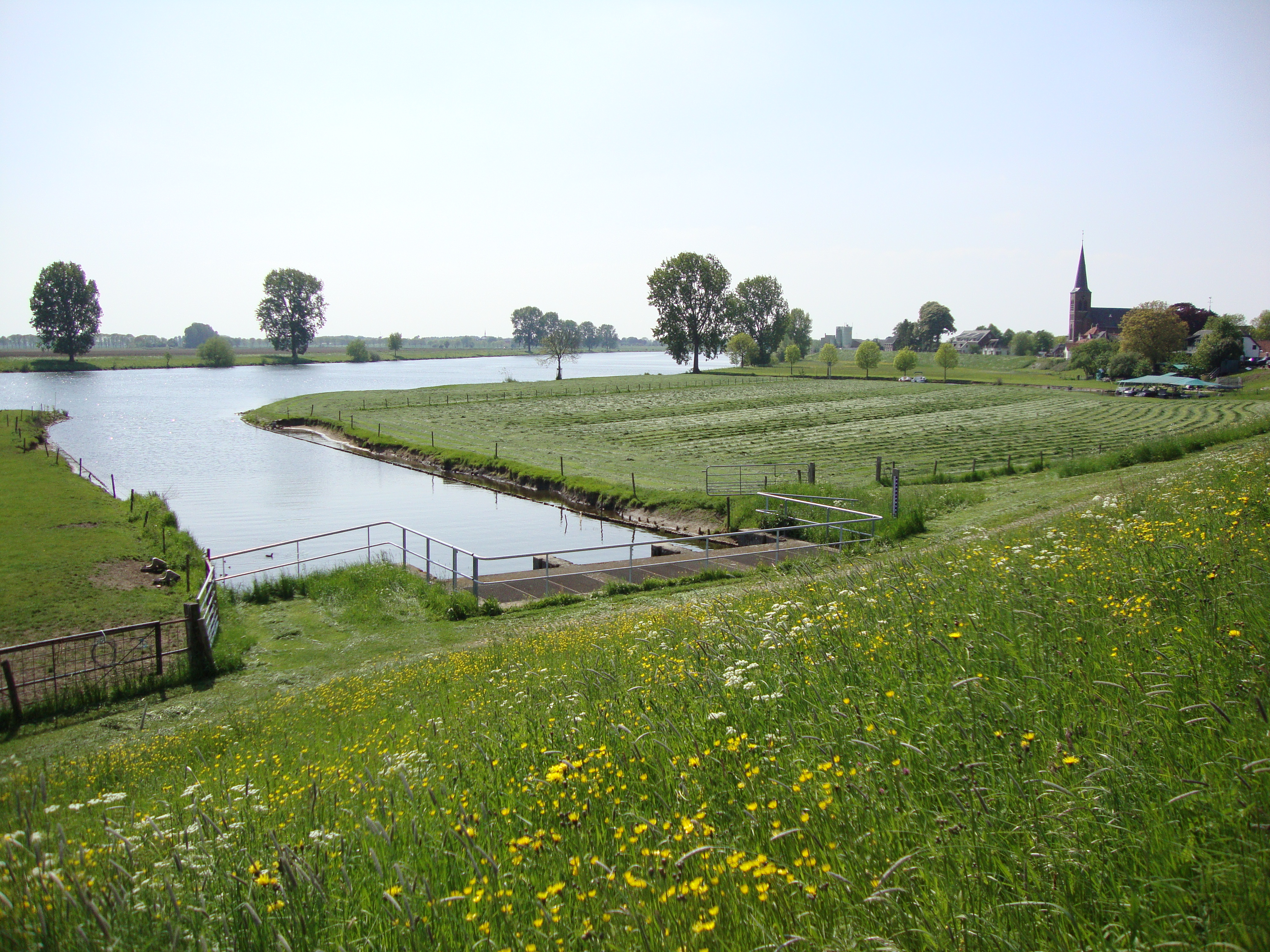
Monding in de Maas